# اتصال کوتاه

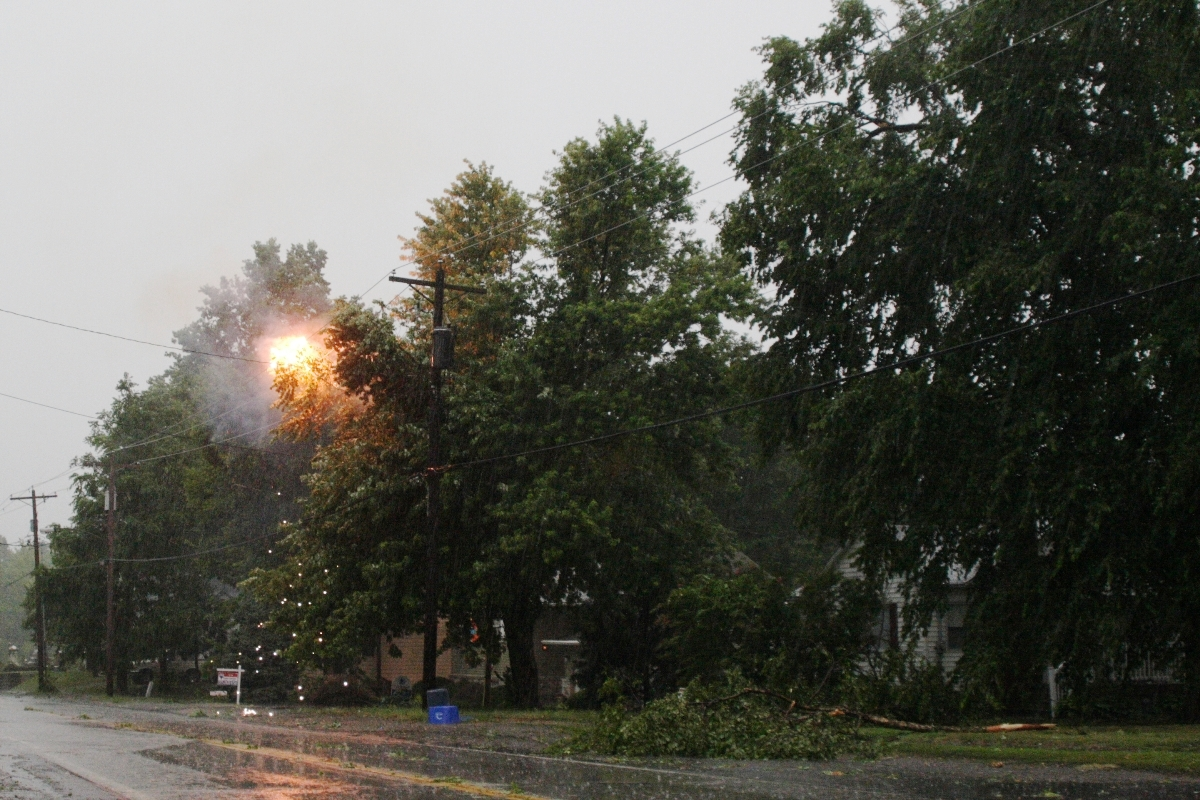
شاخه‌های درخت در اثر طوفان موجب اتصال کوتاه شده‌اند.

اتصال کوتاه (به انگلیسی: Short Circuit) (گاهی به خلاصه S/C) مداری است که اجازه می‌دهد جریان از یک مسیر ناخواسته گذر کند. در اصل به خاطر مواجه شدن با مسیری با امپدانس یا مقاومت کم (یا هیچ). مخالف این وضعیت در برق مدار باز است که به معنای مقاومت بی‌نهایت بین دو گره است. اصطلاح اتصالی نیز به معنای اتصال کوتاه است، اما معمولاً به اشتباه برای هر گونه اشکال برقی به کار گرفته می‌شود.

## تعریف
اتصال کوتاه ارتباطی غیرعادی میان دو گره با ولتاژهای متفاوت است. این منجر به گذر جریان الکتریکی بیش‌از اندازه می‌شود که تنها توسط مقاومت معادل تونن مدار محدود می‌شود و می‌تواند منجر به آسیب مدار، گرمای بیش‌از اندازه، آتش یا انفجار (سیم یا قطعات) گردد. برخلاف اتصال کوتاه‌های معمول که به خاطر خطا رخ می‌دهد، در مواردی یک مدار برای ایجاد اتصال کوتاه و محافظت طراحی می‌شود.
در تحلیل مدار، اتصال کوتاه اتصالی است که دو گره را اجبار به هم‌پتانسیل شدن می‌کند. در اتصال کوتاه ایده‌آل مقاومتی و در نتیجه افت ولتاژی در طول ارتباط وجود نخواهد داشت. اما در عمل این اتصال کوتاه تقریباً بدون امپدانس است. در این حالت شارش جریانی با مقاومت باقی مدار محدود می‌شود.

## نمونه‌ها
اتصال دو قطب باتری با یک رسانای مقاومت پایین همچون سیم نمونهٔ معمولی از اتصال کوتاه است. مقاومت پایین سیم منجر به گذر جریان بالا شده و سلول باتری در مدت کوتاهی انرژی بسیاری را تحویل می‌دهد. جریان بزرگ گذر کرده از باتری می‌تواند به سرعت گرما تولید کند یا منجر به انفجار شود یا موجب نشت هیدروژن و الکترولیت (اسید یا باز) گردد که می‌تواند منجر به سوختن بافت، کوری یا حتی مرگ گردد. بار بیش‌از حد بر روی سیم نیز می‌تواند منجر به خرابی عایق و آتش‌سوزی گردد. موارد جریان بالا، گاهی نیز به خاطر بارگیری موتور الکتریکی با یک بار متوقف به وجود آید. مانند زمانی که پره پمپ با آشغال جام گشته‌باشد. این حالت اتصال کوتاه نیست، اما اثر مشابه دارد.
در مدارهای الکتریکی، اتصال کوتاه زمانی که عایق سیم از میان می‌رود اتفاق می‌افتد، یا هنگامی که یک رسانا روی مدار قرار می‌گیرد یک مسیر جدید ناخواسته برای گذر جریان ایجاد می‌کند.